# Flaçà
Flaçà (em catalão e oficialmente) ou Flassá (em castelhano) é um município da Espanha na comarca de Gironès, província de Girona, comunidade autónoma da Catalunha. Tem 6,5 km² de área e em 2021 tinha 1 147 habitantes (densidade: 176,5 hab./km²).

Situa-se na margem direita do rio Ter, abrangendo as montanhas de Val-Lloreda e da planície aluvial formada pelo Ter após a passagem pelo desfiladeiro. A norte limita com o rio Ter e o município de Sant Jordi Desvalls, a oeste com os municípios de Sant Joan de Mollet e Sant Martí Vell e a sul e a leste com os municípios de Foixà e La Pera, ambos já pertencentes à comarca do Baix Empordà.

## Demografia
| 1497 f | 1515 f | 1553 f | 1717 | 1787 | 1857 | 1877 | 1887 | 1900 | 1910 |
| ------ | ------ | ------ | ---- | ---- | ---- | ---- | ---- | ---- | ---- |
| 32     | 30     | 30     | 273  | 389  | 450  | 477  | 497  | 476  | 480  |

| 1920 | 1930 | 1940 | 1950 | 1960 | 1970 | 1981 | 1990 | 1992 | 1994 |
| ---- | ---- | ---- | ---- | ---- | ---- | ---- | ---- | ---- | ---- |
| 537  | 557  | 539  | 750  | 806  | 924  | 986  | 949  | 924  | 897  |

| 1996 | 1998 | 2000 | 2002 | 2004 | 2006 | 2008 | 2010 | 2012 | 2014 |
| ---- | ---- | ---- | ---- | ---- | ---- | ---- | ---- | ---- | ---- |
| 851  | 840  | 845  | 884  | 932  | 997  | 1050 | 1070 | -    | -    |

## História
Aparece documentado por primeira vez no ano 921 como "Flocià".

## Economia
Agricultura de sequeiro e irrigação e Também indústria de papel.

## Comunicações
Possui uma estação ferroviária na linha Barcelona-Portbou (R11), uma das mais importantes desta rota.
Também possui conexões com a cidade de Girona e com a Costa Brava através de várias linhas de autocarro.

## Lugares de interesse
Igreja de Sant Cebrià, de origem românica.